# WK Kellogg Co
Pour les articles homonymes, voir Kellogg et Kellogg's.
WK Kellogg Co ou Kellogg's est une entreprise d'origine américaine de fabrication de produits alimentaires, issue de la scission de l'activité nord-américaine de céréales Kellogg's le 2 octobre 2023 et dont le siège social est à Battle Creek, dans Michigan.
Le 10 juillet 2025, WK Kellogg Co annonce son rachat par la multinationale italienne Ferrero, pour 3,1 milliards de dollars,. Une opération qui devrait être finalisée fin 2025.

## Histoire

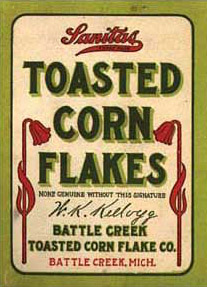
Premier emballage de Corn Flakes de Battle Creek Toasted Corn Flake Co. (1906), qui deviendra plus tard la Kellogg Food Company en 1908

En 1876, John Harvey Kellogg devient le surintendant du Battle Creek Sanitarium (à l'origine le Western Health Reform Institute fondé par Ellen White) et son frère, William Keith Kellogg, travaille comme comptable. C'est ici que les corn flakes ont été créés et ont conduit à la formation éventuelle de la société Kellogg[réf. nécessaire].
Pendant des années, W.K. Kellogg a aidé son frère dans ses recherches visant à améliorer le régime végétarien des patients du sanatorium de Battle Creek, notamment dans la recherche de granola à base de blé. Les Kelloggs sont surtout connus pour l'invention des céréales pour petit-déjeuner Corn Flakes. Le développement des céréales en flocons en 1894 a été décrit de diverses manières par les personnes impliquées : Ella Eaton Kellogg, John Harvey Kellogg, son jeune frère Will Keith Kellogg et d'autres membres de la famille. Il existe un désaccord considérable sur les personnes impliquées dans la découverte et sur le rôle qu’elles ont joué. Il est généralement admis que, lorsqu'on l'a appelé un soir, John Kellogg a laissé derrière lui un lot de pâte à base de blé. Plutôt que de le jeter le lendemain, il l'a passé dans les rouleaux et a été surpris d'obtenir des flocons délicats, qui ont ensuite pu être cuits.
W.K. Kellogg a persuadé son frère de servir la nourriture sous forme de flocons. Bientôt, les flocons de blé ont été emballés pour répondre aux demandes de commandes par correspondance de centaines de clients après leur départ du sanatorium. Cependant, le Dr John Harvey a interdit à son frère Will de distribuer des céréales au-delà de ses consommateurs. En conséquence, les frères se sont disputés et WK a lancé la Battle Creek Toasted Corn Flake Company le 19 février 1906,. Le 4 juillet 1907, un incendie détruit le bâtiment principal de l'usine. WK Kellogg a remis la nouvelle usine en service à plein régime six mois après l'incendie..
Convaincu son frère de renoncer aux droits sur le produit, l'entreprise de Will a produit et commercialisé les Kellogg's Toasted Corn Flakes, qui ont connu un immense succès, et a été rebaptisée Kellogg Toasted Corn Flake Company en 1909, prenant le nom de « Kellogg Company » en 1922. En 1909, l'entreprise de Will produisait 120 000 caisses de Corn Flakes par jour. John, qui était mécontent du succès de son frère, intenta un procès contre la société de Will en 1906 pour obtenir le droit d'utiliser le nom de famille. La bataille juridique qui en résulta, qui comprenait un procès qui dura un mois entier, prit fin en décembre 1920 lorsque la Cour suprême du Michigan statua en faveur de Will.
En 1931, la société Kellogg a annoncé que la plupart de ses usines passeraient des 40 heures habituelles à des semaines de travail de 30 heures. W.K. Kellogg a déclaré qu'il avait fait cela pour qu'un groupe supplémentaire de travailleurs soit employé pour soutenir les gens pendant la période de la Grande Dépression . Cette pratique a perduré jusqu'à la Seconde Guerre mondiale et s'est poursuivie brièvement après la guerre, bien que certains départements et usines soient restés soumis à des semaines de travail de 30 heures jusqu'en 1980.
En 2000, Kellogg's acquiert l'entreprise californienne Kashi, qui fabrique des céréales complètes et d'autres aliments à base de plantes.
En octobre 2023, WK Kellogg Co est séparée de la Kellogg Company, alors rebaptisée Kellanova et cotée à la Bourse de New York, .
Le 10 juillet 2025, la société annonce son rachat par la multinationale italienne Ferrero, pour 3,1 milliards de dollars,.

## Marques
Les marques de WK Kellogg Co sont:
- All-Bran
- Corn Flakes
- Crispix
- Froot Loops
- Frosted Flakes
- Frosted Mini-Wheats
- Kashi
- Rice Krispies
- Special K
- Krave
- Corn Pops
- Raisin Bran
- Apple Jacks